# Pieter-Bernard Vanhumbeeck
Pieter-Bernard Vanhumbeeck (Mechelen, 5 februari 1888 – Oostende, 7 augustus 1965) was een Vlaamse beeldhouwer en beeldhouwerspracticien.

## Genealogie
Oudste van drie zonen van Pieter Vanhumbeeck en van Joanna Antonia-Maria Lauwers. Hij huwde in 1911 Josephina-Albertina-Maria Schaerlaeken.

## Levensloop
Zijn vader was paswerker in de Spoorwegarsenaal van Mechelen. Zijn moeder baatte een kruidenierswinkel uit. Na de lagere school, op 14-jarige leeftijd, ging hij op stiel als leerling-beeldhouwer in een meubelbedrijf, een courant fenomeen op de arbeidsmarkt in het Mechelen van toen. Hij volgde daartoe dan ook reeds dagelijks nauwgezet de lessen van tekenen aan de Koninklijke Academie voor Beeldende Kunsten van Mechelen waar hij alle klassen met succes doorliep. In 1908 startte hij met de boetseerkunst, eerst naar ornament daarna naar de figuur en zag zich binnen de academieconcours beloond met de eerste prijzen.
In 1911 trouwde hij en werkte eerst bij zijn leraar en kunstbeeldhouwer Boudewijn Tuerlinckx. Na enige tijd verminderden de bestellingen en moest hij zich voor werk opnieuw vooral richten tot ornamentsbeeldhouwwerk in de meubelnijverheid en de binnenhuisdecoratie.
Intussen voerde hij persoonlijke opdrachten uit o.a. te Brussel, te Leuven, te Ochamps, te Rosmeer, enz. De tijd ontbrak om werk te produceren voor het inrichten van een tentoonstelling. Hij kwam nu ook tot het maken van portretkoppen.
Als na enkele jaren de interesse voor het overdadig gebeeldhouwde Mechelse meubel onder invloed van de nieuwe smaak verminderde, kwam hij terecht als practicien bij kunstenaar Ernest Wijnants, leraar aan het Hoger Instituut voor Schone Kunsten te Antwerpen. Hier werden verschillende opdrachten en projecten uitgevoerd: in hout, steen of brons: normaalschool te Leuven, Saincteletteplein te Brussel, Plantin-Moretusmuseum, Rubenshuis te Antwerpen, enz.
Nu en dan had hij ook een opdracht bij beeldhouwer Remi Cornelis te Antwerpen. In 1946 verliet hij Mechelen en kwam zich vestigen bij zijn zoon Walter, apotheker in Oudenburg. Kort daarop werd hij aangezocht om les te geven aan de pas heropgerichte Kunstacademie te Oostende onder leiding van Gustaaf Sorel, iets waar hij gretig op inpikte. Van nu af aan werkte hij op een meer gezapig tempo, met, tussen twee opdrachten in, wat meer tijd om al eens een eigen creatie op te zetten.

## Situering
Bernard Vanhumbeeck was het prototype van de beeldhouwer-practicien, die, alhoewel uitstekend academisch gevormd, zich niet profileerde als zelfstandig scheppend kunstenaar, maar de zekerheid zocht van de meubelindustrie en het assisteren van bekendere beeldhouwers in grote opdrachten. De enkele eigen creaties en zijn kort leraarschap in de academie van Oostende, waar uitsluitend dilettanten vorming kregen, onttrokken hem toch nog enigszins aan de anonimiteit.